# 10114 Greifswald
10114 Greifswald è un asteroide della fascia principale. Scoperto nel 1992, presenta un'orbita caratterizzata da un semiasse maggiore pari a 2,8806549 au e da un'eccentricità di 0,0278763, inclinata di 0,94645° rispetto all'eclittica.
L'asteroide è dedicato all'omonima città tedesca.